# Cattedrale di Ely
La cattedrale di Ely o cattedrale della Santa e Indivisibile Trinità di Ely (in inglese Cathedral Church of the Holy and Undivided Trinity of Ely) è la chiesa principale della diocesi anglicana di Ely, nella regione dell'Anglia orientale (Inghilterra).

## Storia
Il primo edificio cristiano ad essere edificato, nel 673, fu il monastero doppio di Ely, cioè monastero maschile e femminile, ove monaci e monache conducevano tuttavia vita in conventi separati. Fondatrice fu la principessa Eteldreda di Ely, figlia del re Anna, che ne divenne anche badessa, ruolo che mantenne fino alla sua morte. Le sue spoglie sono ancor oggi tumulate all'interno della cattedrale davanti all'altare maggiore.
Distrutto dai danesi nell'870, il monastero venne ricostruito per divenire una comunità benedettina nel 970. La prima edificazione della chiesa nella forma attuale iniziò nel 1083 sotto la direzione dell'abate Siméon. La chiesa venne consacrata cattedrale nel 1109. Successivamente, nel corso di 400 anni, è stata sia abbazia che cattedrale benedettina. Dopo la dissoluzione dei monasteri ordinata da Enrico VIII, non esistette più come cattedrale. L'attuale cattedrale è circondata dalla collezione più grande di edifici medievali ad uso abitativo nel Regno Unito.

## Descrizione

La lanterna dell'Ottagono e volta della navata centrale

Dal punto di vista architettonico, la cattedrale si distingue per due elementi:
- La prima è l'Ottagono, costruito al posto della torre normanna crollata nel 1322: le circa 400 tonnellate di legno, piombo e vetro, sostenute da otto pilastri, danno l'impressione di essere sospese nello spazio e da allora sono state l'orgoglio di Ely.
- La seconda è la cappella della Madonna (Lady Chapel) è la più grande cappella mai consacrata nel Regno Unito; iniziata da Alan di Walsingham nel 1321 e completata trent'anni dopo appena prima della peste nera, mentre le sculture sono state decapitate nel 1541.

Altri elementi significativi sono, a sinistra dell'altare centrale, la cappella del vescovo Alcock (fondatore del Collegio di Gesù e colui che iniziò la costruzione del Palazzo dei Vescovi di fronte al portone occidentale), a destra dell'altare centrale la cappella del vescovo West (1539) con soffitto rinascimentale e sculture, a sinistra dell'Ottagono e tra le parti più antiche della cattedrale (1090), la cappella di Sant'Edmondo, con dipinti del XII secolo, il Coro, ricostruito in stile decorativo e separato con da tre scale dal Presbiterio, costruito nel XIII secolo per contenere il reliquiario della fondatrice della cattedrale, Sant'Ethereda. Gli stalli e le mensole sono del XIV secolo.

## Influenza nella cultura di massa
- La cattedrale di Ely è visibile nella copertina dell'album The Division Bell dei Pink Floyd del 1994. Appare infatti tra le bocche delle due statue che si fronteggiano in primo piano.
- Eugenio Montale cita la cattedrale di Ely nella poesia Lasciando un «Dove», compresa nella raccolta La bufera e altro (1956).

## Altre immagini

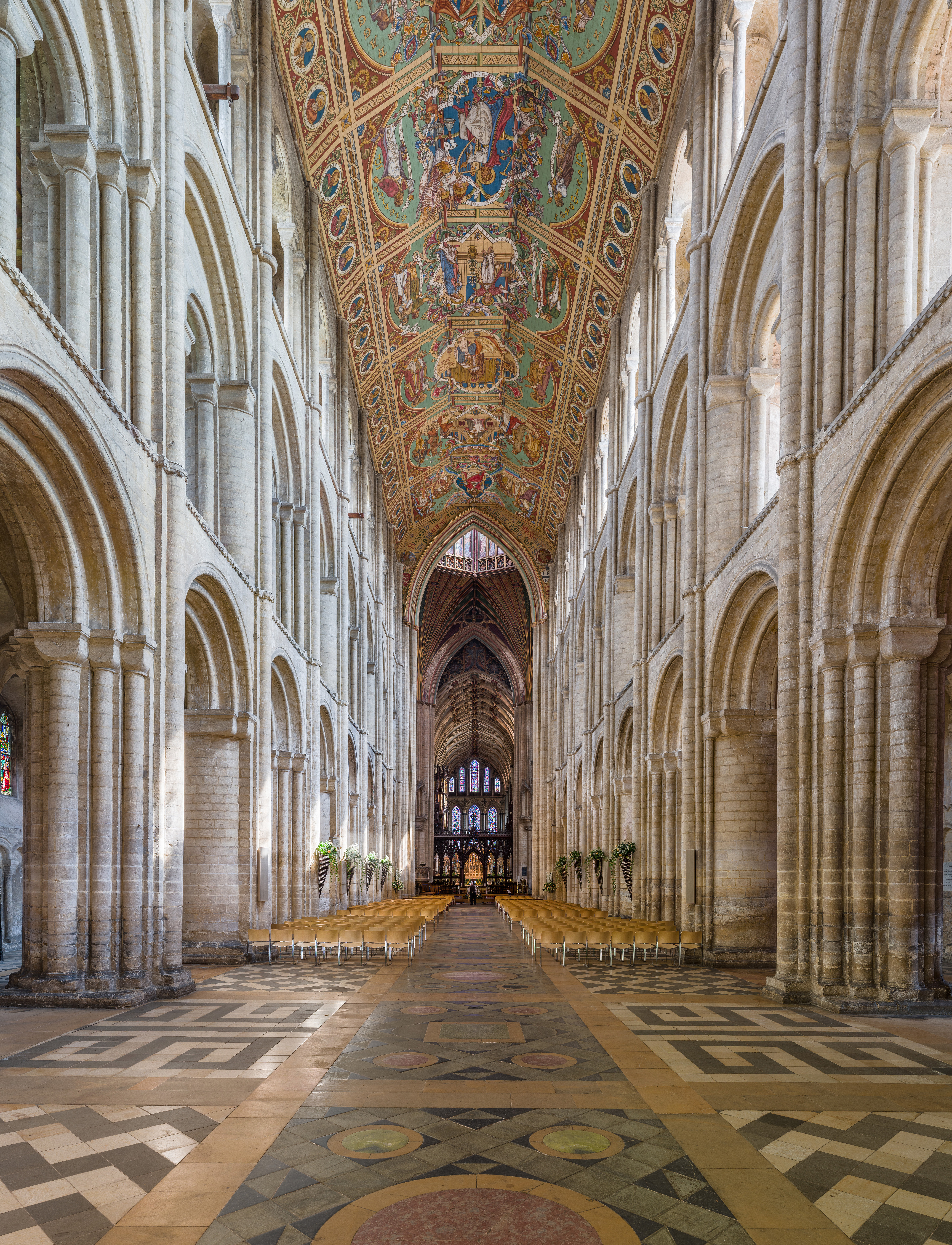
La navata centrale
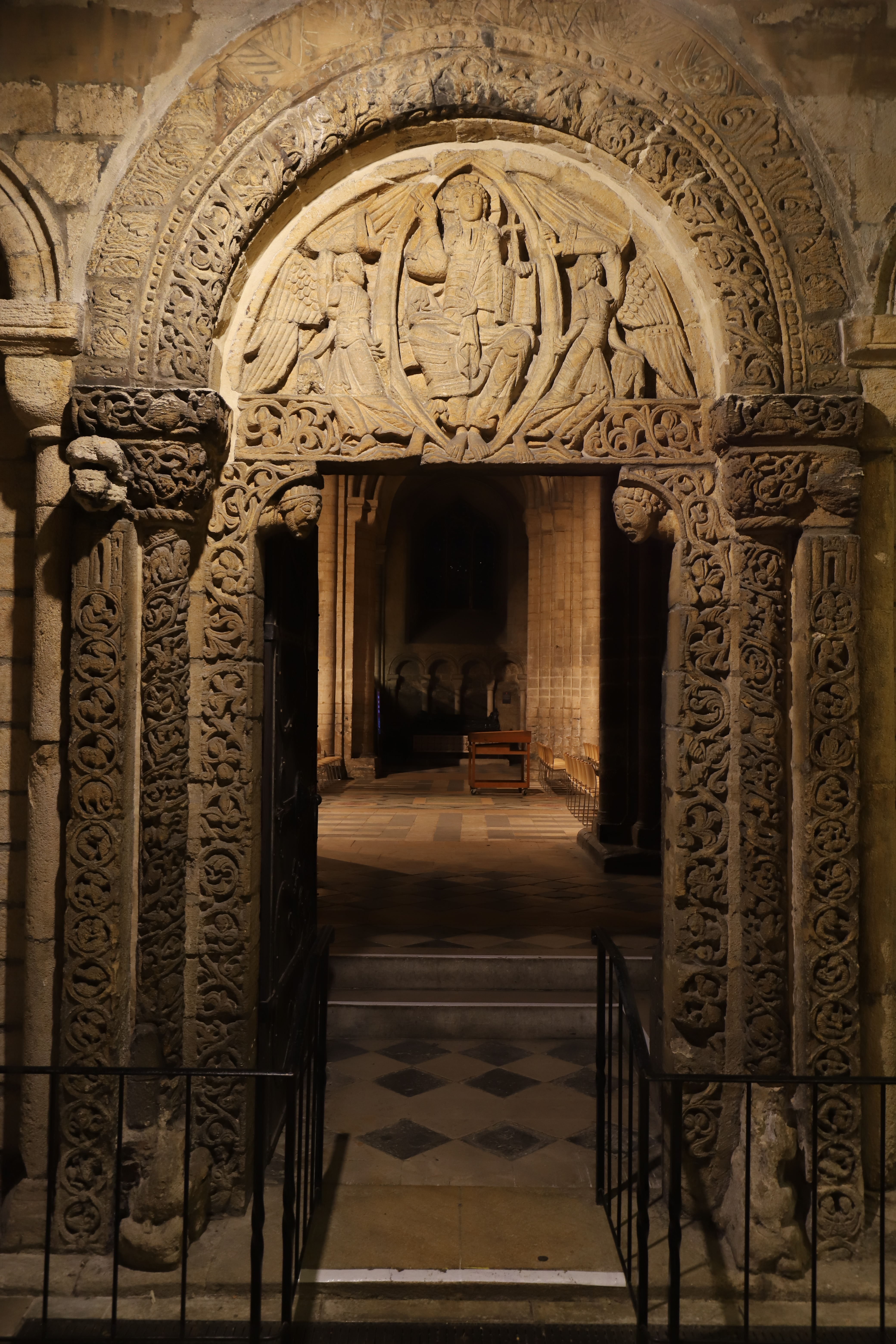
La porta dei Priori nella parete sud della navata. Le decorazioni del timpano sono del 1135.
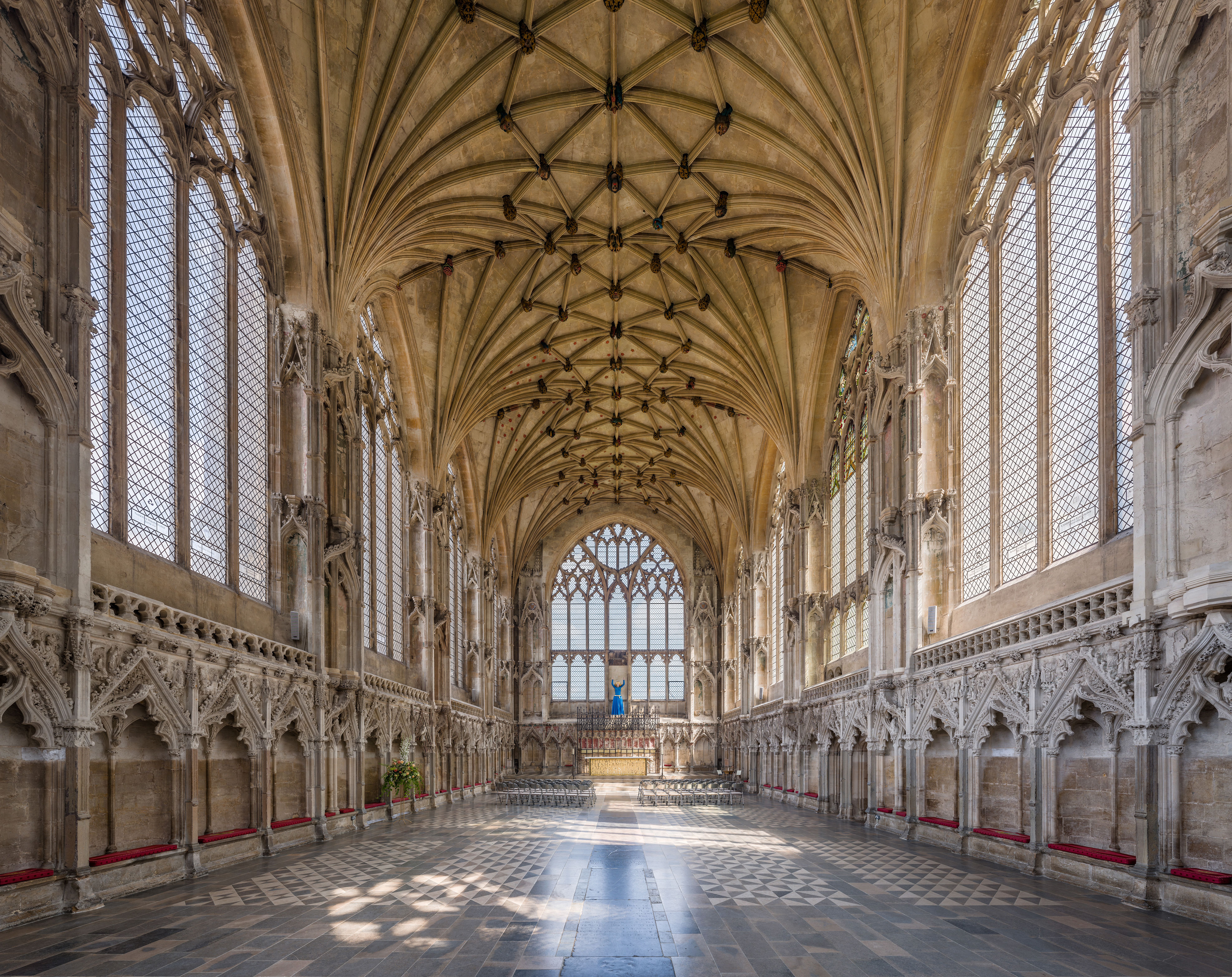
La cappella di Nostra Signora
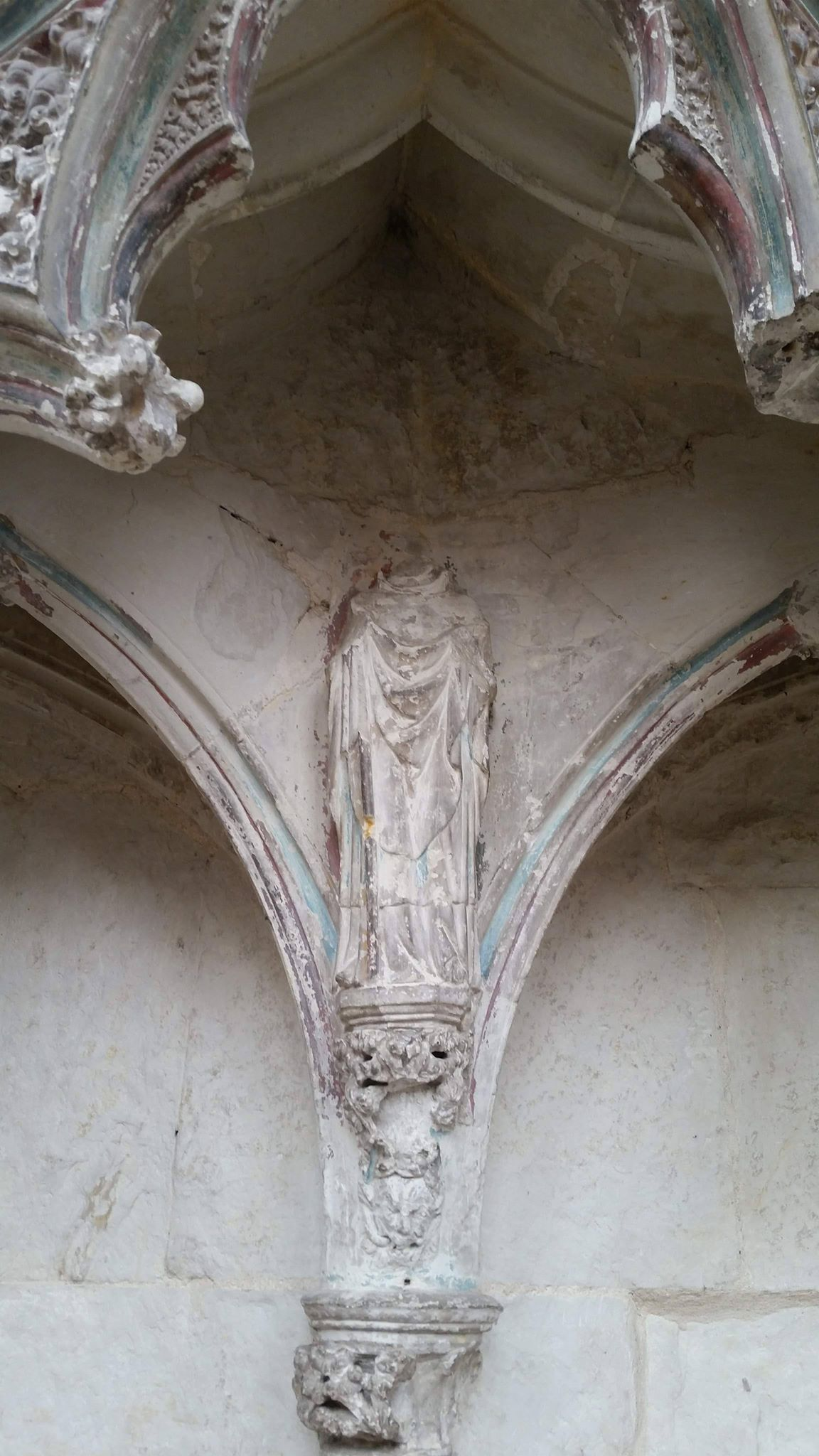
Statua decapitata nella cappella di Nostra Signora
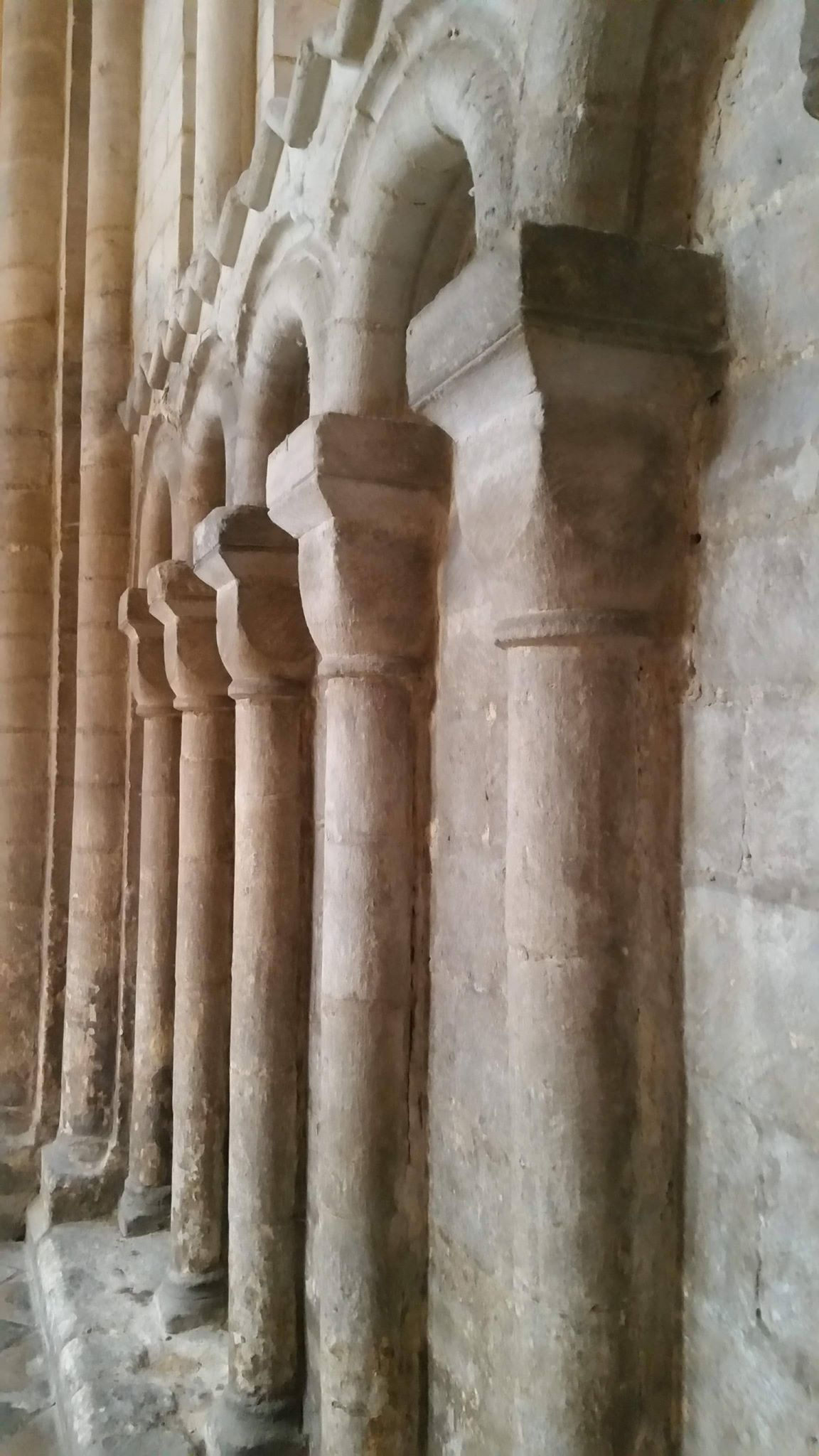
Arcate normanne nella navata
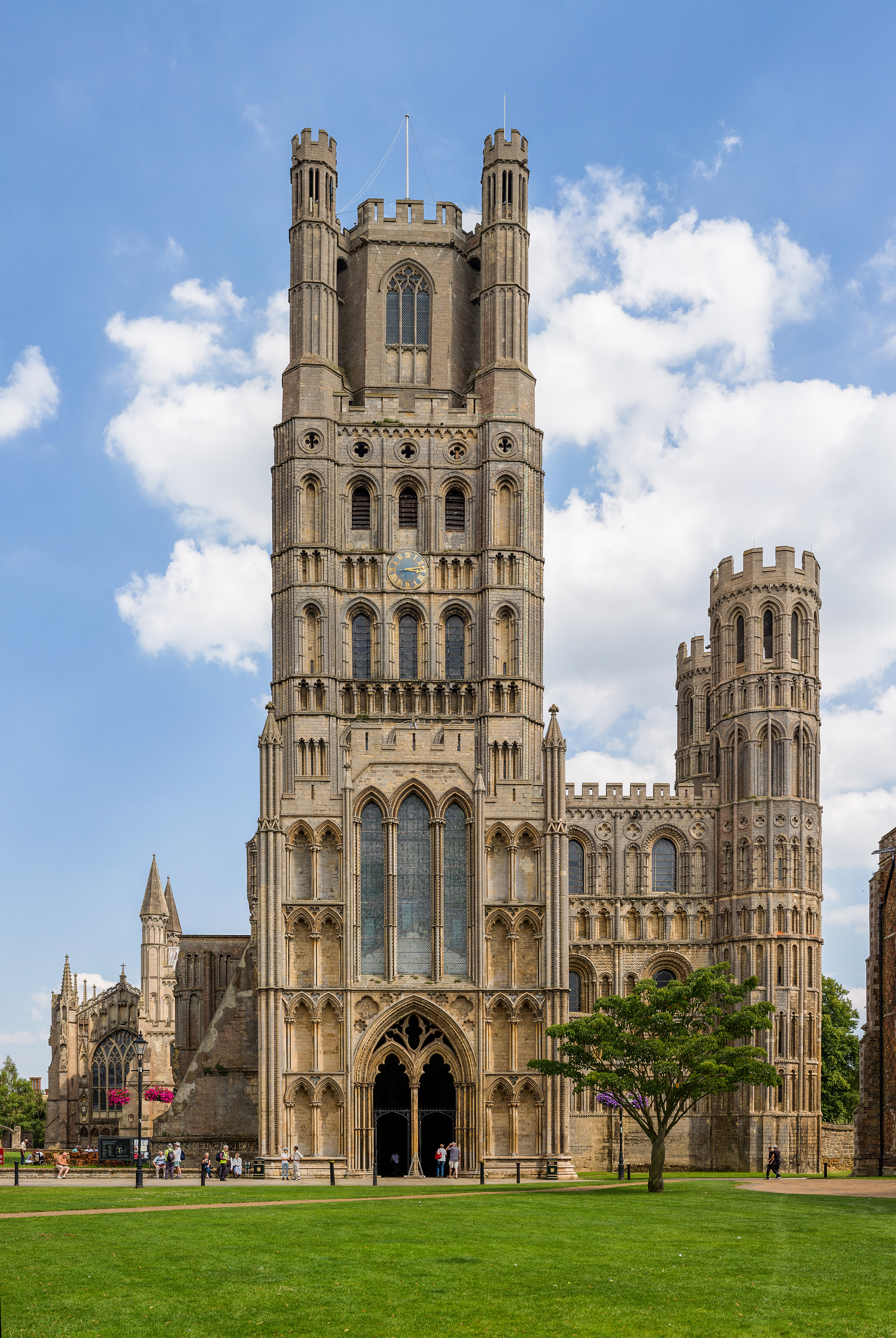
Facciata con vestibolo a galilea
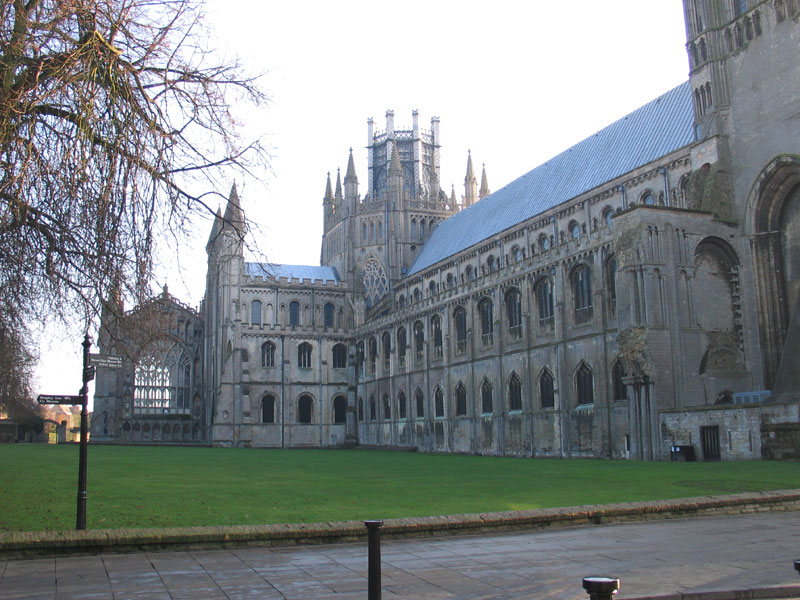
Visione d'insieme con la cappella dei Nostra Signora
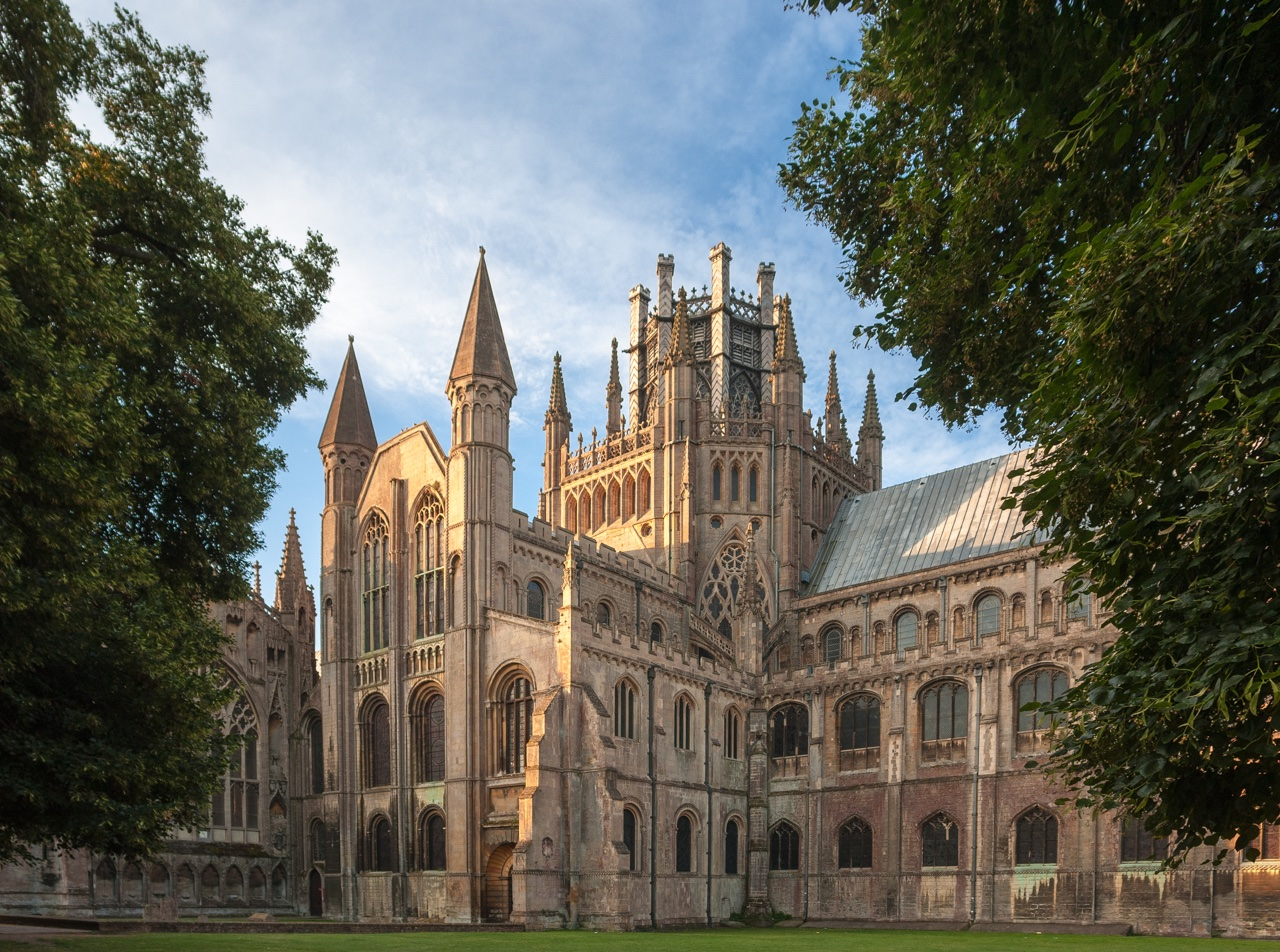
Vista esterna della torre dell'Ottagono